# Reazione di Cannizzaro
La reazione di Cannizzaro è una reazione di dismutazione, che si applica alle aldeidi prive di atomi di idrogeno in posizione α rispetto al gruppo aldeidico (ad esempio, la benzaldeide).
Un'aldeide del genere, per catalisi da basi forti, subisce in parte un'ossidazione ad acidi carbossilici e in parte una riduzione ad alcol
{\displaystyle {\ce {2R-CHO + H2O -> R-COOH + R-CH2OH}}}
Una sua variante, detta reazione di Cannizzaro incrociata, sfrutta la maggiore ossidabilità della formaldeide, che si ossida ad acido formico riducendo l'altra aldeide all'alcol corrispondente
{\displaystyle {\ce {R-CHO + HCHO -> R-CH2OH + HCOOH}}}
Prende il nome dal suo scopritore, Stanislao Cannizzaro, che la mise a punto nel 1855.
Nelle stesse condizioni basiche, le aldeidi che hanno atomi di idrogeno in posizione α subiscono la reazione di condensazione aldolica.